# Géza Herczeg

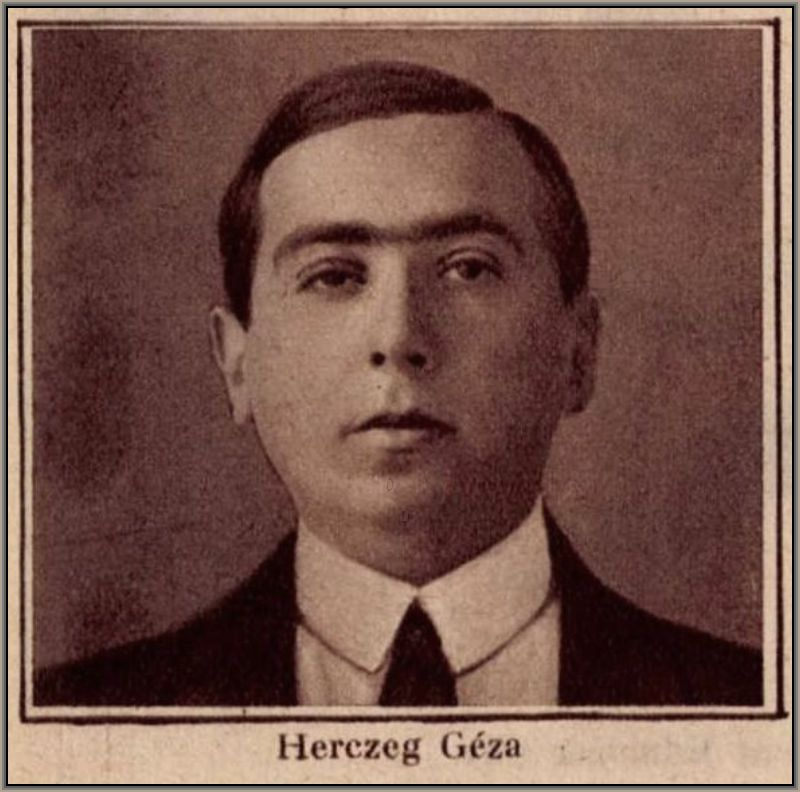
Géza Herczeg

Géza Herczeg (* 1. März 1888 in Nagykanizsa, Österreich-Ungarn; † 20. Februar 1954 in Rom, Italien) war ein ungarisch-österreichischer Journalist und Schriftsteller.

## Leben
Géza Herczeg, Sohn des Gutsbesitzers Alexander Herczeg, besuchte das Gymnasium in Budapest und studierte dann bis 1910 Rechts- und Staatswissenschaft an der Königlichen Ungarischen Universität der Wissenschaften. Bereits ab 1906 arbeitete er als Journalist zunächst für ungarische, später auch für österreichische, deutsche und italienische Tageszeitungen. Als Kriegskorrespondent berichtete er 1911/12 über den Italienisch-Türkischen Krieg aus Tripolis und 1912/13 von den Balkankriegen für die Wiener Neue Freie Presse (NFP). Von den Schauplätzen des Ersten Weltkriegs berichtete er von 1914 bis 1918 für die NFP, das Berliner Tageblatt, die Pester Lloyd und den ebenfalls in Pest erschienenen A Nap („Der Tag“). Seine Berichte verarbeitete er zu mehreren Büchern.
Von 1919 bis 1922 arbeitete Herczeg in der Presse- und Informationsabteilung des ungarischen Ministerpräsidenten. Gleichzeitig diente er 1920 als Delegierter der ungarischen Regierung in Italien und war Ministerialrat des durch Admiral Miklós Horthy neu etablierten Königreichs Ungarn.
Von 1921 bis 1924 war er Redakteur der Neuen Freien Presse, danach von 1924 bis 1928 Herausgeber und Chefredakteur der Wiener Allgemeinen Zeitung, gleichzeitig Herausgeber des Extrablatts und der Mittags-Zeitung in Wien.
Seit 1928 arbeitete Herczeg als freier Bühnenautor. 1929 verfasste er mit Robert Forster-Larrinaga (1879–1932; unter dem gemeinsamen Pseudonym „F. L. G. H.“) die Komödie Ja, Peter! 24 Stunden in 3 Akten. 1931 erschien Herczegs Komödie Der Spiegel.
Besonders erfolgreich waren allerdings seine Libretti für musikalische Komödien und Revuen, so sein gemeinsam mit Karl Farkas 1929 verfasstes Libretto zu Robert Katschers Die Wunder-Bar: Ein Spiel im Nachtleben. Die Operette wurde im Februar 1930 an den Wiener Kammerspielen uraufgeführt, lief 1931 mit Al Jolson in der Hauptrolle auch am Broadway, wurde 1934 in Hollywood unter dem Titel Wonder Bar verfilmt (Regie: Lloyd Bacon, Choreographie: Busby Berkeley) und beinhaltete mit dem Musiktitel Wenn die Elisabeth nicht so schöne Beine hätt’ auch einen veritablen Gassenhauer.
Danach schrieb Herczeg das (dann von Karl Farkas und Fritz Grünbaum umgearbeitete) Libretto zu Robert Katschers Operette Der Traumexpreß (1931 am Theater an der Wien uraufgeführt), dann 1932 mit Robert Klein und Marcellus Schiffer das Operettenlibretto 100 Meter Glück für Mischa Spoliansky und mit Leo Straus die Texte zur Revue Der tanzende Shylock von Erwin Straus, im Jahr 1933 mit Kurt Robitschek den Text zur Revue Wiener Illustrierte (Musik von Wilhelm Grosz) und gemeinsam mit Farkas und Hubert Marischka die Texte zu Richard Falls musikalischer Parade Oh, du mein Österreich! (nach Roda Rodas Schwank Der Feldherrnhügel), 1934 gemeinsam mit Stefan Zagon (István Zágon; 1893–1975) und Karl Farkas das Libretto zu Michael Krasznay-Krausz’ (1897–1940) Die gelbe Lilie (nach dem 1912 uraufgeführten Bühnenstück Sárga liliom von Lajos Bíró, 1880–1948) und schließlich 1936 mit Paul Knepler das Libretto zu Emmerich Kálmáns Operette Kaiserin Josephine.
Auf persönlichen Wunsch des italienischen „Duce“ Mussolini, den er bereits in den 1920ern bei einem Interview kennengelernt hatte, übersetzte er im Jahr 1931 das von Mussolini gemeinsam mit Giovacchino Forzano geschriebene Drama Campo di maggio über die letzten Tage Napoléons ins Ungarische (unter dem Titel Száz nap) und ins Deutsche. Die deutsche Fassung wurde 1933 unter dem Titel Hundert Tage am Wiener Burgtheater aufgeführt und war ein Überraschungserfolg; 1935 folgte eine Verfilmung unter der Regie von Franz Wenzler mit Werner Krauß als Napoléon und Gustaf Gründgens als Fouché, bei der Herczeg aufgrund seiner jüdischen Herkunft nicht erwähnt wurde. Den 1933 erschienenen, thematisch verwandten Roman Das Mädchen von Sankt Helena von „Arnold Hoellriegel“ übersetzte Herczeg 1934 unter dem Titel Szent Ilona. Napoleon utolsó szerelme ins Ungarische.
Herczeg, der sich bereits 1934 als Mitarbeiter an der Filmfassung der Wunder-Bar in Hollywood aufgehalten hatte, lebte nach dem Anschluss Österreichs permanent in New York City und Los Angeles und arbeitete als Drehbuchautor. Für das gemeinsam mit Norman Reilly Raine und Heinz Herald verfasste Drehbuch zu William Dieterles Das Leben des Emile Zola (The Life of Emile Zola) erhielt er bei der Oscarverleihung 1938 den Oscar für das beste adaptierte Drehbuch; das Biopic wurde außerdem als bester Film ausgezeichnet. Es folgten weitere Treatments und Drehbücher. Mit Jay Gorney arbeitete er an Operetten, die allerdings nicht fertiggestellt wurden; andere Musicals wie Sisters Inc. (1942) wurden nicht aufgeführt. Das mit Alfred Grünwald geschriebene und von Robert Stolz komponierte Musical Mr. Strauss Goes to Boston lief im September 1945 am Broadway.
Für das US Office of War Information entstand 1941 unter der Regie von Josef von Sternberg der Film Abrechnung in Shanghai (The Shanghai Gesture) nach einem gemeinsam von Herczeg, Karl Vollmoeller, Jules Furthman und von Sternberg verfassten Drehbuch. Herczegs bereits Ende der 1930er Jahre mit Heinz Herald verfasstes Stück Der Prozess ohne Ende. Der Fall von Tisza Eszlar wurde 1947 unter dem englischen Namen The Burning Bush veröffentlicht, 1948 (unter dem Titel The Vicious Circle) von W. Lee Wilder verfilmt und 1949 von Erwin Piscator am Dramatic Workshop in New York inszeniert. Eines der letzten Filmprojekte Herczegs war The Life of Mahatma Gandhi, das 1953 in Indien unter der Regie von Gabriel Pascal gedreht werden sollte.
Seit 1924 war Herczeg mit der Wiener Schauspielerin Leopoldine Konstantin verheiratet. Nach ihrer Emigration in die USA wurde die Ehe Ende der 1930er geschieden.

## Werke
Buchveröffentlichungen
- Sarajevotói Lodzig. Dick, Budapest 1915
  - deutsche Ausgabe: Von Serajewo  bis Lodz. Kriegseindrücke von Géza Herczeg. G. Müller, München 1916
- Végig Szerbián. Az osztrák-magyar, a német és a bolgár hadsereggel a balkáni harctéren. Athenaeum, Budapest 1916
- Avanti … Képek az olasz harctérrol. Athenaeum, Budapest 1916
- “U” Háborús képek a haditengerészetrol. Athenaeum, Budapest 1917
- Das Buch von Ungarn und Budapest, Band IV der Reihe Was nicht im „Baedeker“ steht. Piper Verlag, München 1928 (mit Zeichnungen von Eugen Feiks und einem Vorwort von Ludwig Hirschfeld)
- Béla Kun, eine historische Grimasse. Verlag für Kulturpolitik, Berlin 1928
  - ungarische Ausgabe: Kun Béla. Törtenelmi grimasz. Verlag für Kulturpolitik, Berlin 1929

Libretti und Bühnenwerke
- Ja, Peter! 24 Stunden in 3 Akten (1929)
- Die Wunder-Bar (1930)
- Der Spiegel (1931)
- Der Traumexpreß (1931)
- 100 Meter Glück (1932)
- Der tanzende Shylock (1932)
- Oh, du mein Österreich! (1933)
- Wiener Illustrierte (1933)
- Die gelbe Lilie: Ungarische Rhapsodie (1934)
- Kaiserin Josephine (1936)
- Sisters Inc. (1942) – mit Alfred Aiken, Felix Ferry, Edgar J. MacGregor
- Babe in the House – mit Leyla Georgie
- Mr. Strauss Goes to Boston (1945) – mit Alfred Grünwald und Leonard L. Levinson

Drehbücher
- 1937: Das Leben des Emile Zola (The Life of Emile Zola; Regie: William Dieterle)
- 1940: Florian (Regie: Edwin L. Marin) – mit Noel Langley und James K. McGuinness
- 1941: Abrechnung in Shanghai (The Shanghai Gesture; Regie: Josef von Sternberg)
- 1948: The Inside Story (Regie: Allan Dwan) – Story mit Ernest Lehman
- 1950: Frauen ohne Namen (Donne senza nome; Regie: Géza von Radványi)
- 1950: Sangue sul sagrato (Regie: Goffredo Alessandrini)
- 1953: Boccaccios große Liebe (Decameron Nights; Regie: Hugo Fregonese)
- 1952: Die Maharani von Dschansi (Jhansi Ki Rani; Regie: Sohrab Modi)
- 1953: The Life of Mahatma Gandhi – nicht verfilmt